# Psephellus holophyllus
Psephellus holophyllus là một loài thực vật có hoa trong họ Cúc. Loài này được Greuter mô tả khoa học đầu tiên năm 2005.